# Anarchias euryurus
Anarchias euryurus is een  straalvinnige vissensoort uit de familie van murenen (Muraenidae). De wetenschappelijke naam van de soort is voor het eerst geldig gepubliceerd in 1913 door Lea.